# 岡藤五郎
岡藤五郎（ ，1924年9月30日—1978年7月20日），日本古生物学家，在山口县美禰市伊佐町出生。

## 學術研究
主要從事於對秋吉台哺乳類动物、大嶺炭田三叠纪植物之化石研究，以及秋吉台洞穴动物的研究等。以哺乳類动物化石為重點收集達二十萬件化石樣本，現多收藏於美禰市歷史民俗資料館。

## 生平
- 1924年：9月30日，於山口县美禰市伊佐町出生。
- 於前大津中学毕业。
- 於朝鮮總督府水原農林專門學校畢業。
- 1945年： 成為县立豊浦中学教师。
- 1952年：成為山口县立大岭南高等學校教师。
- 1956年：參與秋吉台洞穴綜合学术研究团队，負責秋吉台洞穴的古生物研究。
- 1964年：獲得山口县科学教育成就奖（山口県科学教育功労賞受賞）。
- 1968年：獲得美禰市文化成就奖（美祢市学術文化功労賞受賞）。
- 1978年：7月20日，於化石收集期間急逝，終年55岁。

## 著作
- 岡藤五郎. . 山口県教育財団. 1971.

## 论文
- 国立情報学研究所収録論文 （页面存档备份，存于） 國立情報學研究所

## 獎項
- 山口縣科學教育成就獎（山口県科學教育功労賞受賞）1964年
- 美禰市文化成就獎（美禰市學術文化功労賞受賞）1968年

## 外部連結
- 平成の松下村塾  岡藤五郎 （页面存档备份，存于）